# Corbichonia
Corbichonia é um género botânico pertencente à família Lophiocarpaceae.
Anteriormente este género pertencia à família Molluginaceae.

## Espécies
Segundo o The Plant List, este género é composto pelas seguintes espécies aceites:
- Corbichonia decumbens (Forssk.) Exell
- Corbichonia rubriviolacea (Friedrich) C.Jeffrey